# Mistrzostwa Polski w szachach błyskawicznych
Indywidualne Mistrzostwa Polski w szachach błyskawicznych – rozgrywane corocznie (z małymi wyjątkami) turnieje, mające na celu wyłonienie najlepszych w Polsce zawodników w szachach błyskawicznych.
Pierwsze mistrzostwa kraju mężczyzn rozegrano w roku 1966 w Łodzi, natomiast pierwszą mistrzynię kobiet wyłoniono w 1972 roku w Lublińcu. Drugie mistrzostwa Polski kobiet rozegrano dopiero w roku 1978. W 2004 roku nie rozegrano turniejów mistrzowskich w żadnej z kategorii, poza tym w roku 2002 nie odbyły się mistrzostwa mężczyzn. Do ostatnich lat 90. mistrzów kraju wyłaniano w turniejach kołowych, po wcześniejszym przeprowadzeniu eliminacji. Obecnie turnieje mistrzowskie rozgrywane są w kilkudziesięcioosobowych grupach, według przepisów systemu szwajcarskiego, na dystansie kilkunastu rund. Oprócz rozgrywek indywidualnych, odbywają się również turnieje w klasyfikacji drużynowej.

## Wielokrotni mistrzowie Polski
| Zawodnicy i zawodniczki, którzy zdobyli min. 2 tytuły | Zawodnicy i zawodniczki, którzy zdobyli min. 2 tytuły |
| ----------------------------------------------------- | --- |
| 16                                                    | Włodzimierz Schmidt |
| 11                                                    | Hanna Ereńska-Radzewska Monika Soćko (Bobrowska) |
| 6                                                     | Klaudia Kulon |
| 3                                                     | Agnieszka Brustman Joanna Dworakowska Paweł Jaracz Bartosz Soćko |
| 2                                                     | Jan Adamski Jacek Bednarski Jacek Gdański Michał Krasenkow Liliana Leszner Tomasz Markowski Marek Matlak Ignacy Nowak Grażyna Szmacińska Aleksander Sznapik Joanna Worek |

## Medaliści mistrzostw Polski mężczyzn
| Lp | Rok  | Miejsce              | 1 miejsce              | 2 miejsce               | 3 miejsce            |  |
| -- | ---- | -------------------- | ---------------------- | ----------------------- | -------------------- |  |
| 1  | 1966 | Łódź                 | Jacek Bednarski        | Romuald Grąbczewski     | Włodzimierz Schmidt  |  |
| 2  | 1967 | Wrocław              | Włodzimierz Schmidt    | Jacek Bednarski         | Bogdan Śliwa         |  |
| 3  | 1968 | Kielce               | Jacek Bednarski        | Włodzimierz Schmidt     | Jerzy Lewi           |  |
| 4  | 1969 | Kraków               | Włodzimierz Schmidt    | Przemysław Ereński      | Jacek Bednarski      |  |
| 5  | 1970 | Poznań               | Włodzimierz Schmidt    | Ryszard Drozd           | Jan Adamski          |  |
| 6  | 1971 | Bydgoszcz            | Włodzimierz Schmidt    | Krzysztof Pytel         | Przemysław Ereński   |  |
| 7  | 1972 | Lubliniec            | Włodzimierz Schmidt    | Jan Adamski             | Władysław Schinzel   |  |
| 8  | 1973 | Łódź                 | Ignacy Nowak           | Waldemar Jagodziński    | Andrzej Sydor        |  |
| 9  | 1974 | Łódź                 | Włodzimierz Schmidt    | Waldemar Jagodziński    | Przemysław Ereński   |  |
| 10 | 1975 | Bydgoszcz            | Jan Adamski            | Jacek Bielczyk          | Jerzy Konikowski     |  |
| 11 | 1976 | Piotrków Tryb.       | Aleksander Sznapik     | Zbigniew Księski        | Włodzimierz Schmidt  |  |
| 12 | 1977 | Częstochowa          | Włodzimierz Schmidt    | Jacek Bednarski         | Waldemar Świć        |  |
| 13 | 1978 | Kalisz               | Aleksander Sznapik     | Włodzimierz Schmidt     | Roman Tomaszewski    |  |
| 14 | 1979 | Kalisz               | Włodzimierz Schmidt    | Krzysztof Pytel         | Jacek Bielczyk       |  |
| 15 | 1980 | Kalisz               | Włodzimierz Schmidt    | Jerzy Kubień            | Waldemar Świć        |  |
| 16 | 1981 | Bydgoszcz            | Włodzimierz Schmidt    | Andrzej Łuczak          | Stanisław Kostyra    |  |
| 17 | 1982 | Katowice             | Waldemar Świć          | Artur Sygulski          | Włodzimierz Schmidt  |  |
| 18 | 1983 | Warszawa             | Jan Adamski            | Artur Sygulski          | Włodzimierz Schmidt  |  |
| 19 | 1984 | Bydgoszcz            | Włodzimierz Schmidt    | Jan Adamski             | Ignacy Nowak         |  |
| 20 | 1985 | Kalisz               | Włodzimierz Schmidt    | Henryk Dobosz           | Jan Adamski          |  |
| 21 | 1986 | Kalisz               | Włodzimierz Schmidt    | Bogusław Sygulski       | Ignacy Nowak         |  |
| 22 | 1987 | Bydgoszcz            | Ignacy Nowak           | Zbigniew Księski        | Jacek Bielczyk       |  |
| 23 | 1988 | Katowice             | Włodzimierz Schmidt    | Artur Sygulski          | Ignacy Nowak         |  |
| 24 | 1989 | Miętne               | Stanisław Kostyra      | Karol Pinkas            | Józef Pietkiewicz    |  |
| 25 | 1990 | Gdynia               | Krzysztof Żołnierowicz | Jan Kiedrowicz          | Franciszek Borkowski |  |
| 26 | 1991 | Poznań               | Włodzimierz Schmidt    | Jacek Gdański           | Ignacy Nowak         |  |
| 27 | 1992 | Legnica              | Marek Matlak           | Waldemar Świć           | Włodzimierz Schmidt  |  |
| 28 | 1993 | Kalisz               | Tomasz Markowski       | Andrzej Maciejewski     | Mirosław Grabarczyk  |  |
| 29 | 1994 | Głogów               | Mirosław Grabarczyk    | Paweł Jaracz            | Marek Matlak         |  |
| 30 | 1995 | Racibórz             | Aleksander Wojtkiewicz | Tomasz Markowski        | Jacek Gdański        |  |
| 31 | 1996 | Łuków                | Paweł Jaracz           | Marek Oliwa             | Klaudiusz Urban      |  |
| 32 | 1997 | Poznań               | Włodzimierz Schmidt    | Paweł Blehm             | Bartosz Soćko        |  |
| 33 | 1998 | Kędzierzyn-Koźle     | Jacek Gdański          | Bartosz Soćko           | Marek Oliwa          |  |
| 34 | 1999 | Łódź                 | Michał Krasenkow       | Paweł Jaracz            | Robert Kempiński     |  |
| 35 | 2000 | Żnin                 | Jacek Gdański          | Klaudiusz Urban         | Michał Krasenkow     |  |
| 36 | 2001 | Brzeg Dolny          | Michał Krasenkow       | Bartosz Soćko           | Jacek Gdański        |  |
|    | 2002 | nie rozegrano        | nie rozegrano          | nie rozegrano           | nie rozegrano        |  |
| 37 | 2003 | Jaworzno             | Paweł Jaracz           | Mateusz Bartel          | Bartosz Soćko        |  |
|    | 2004 | nie rozegrano        | nie rozegrano          | nie rozegrano           | nie rozegrano        |  |
| 38 | 2005 | Polanica-Zdrój       | Marek Matlak           | Artur Jakubiec          | Stanisław Zawadzki   |  |
| 39 | 2006 | Koszalin             | Radosław Wojtaszek     | Bartłomiej Macieja      | Mateusz Bartel       |  |
| 40 | 2007 | Mielno               | Tomasz Warakomski      | Kamil Mitoń             | Dominik Orzech       |  |
| 41 | 2008 | Racibórz             | Jakub Czakon           | Dariusz Świercz         | Kamil Mitoń          |  |
| 42 | 2009 | Bydgoszcz            | Tomasz Markowski       | Bartłomiej Heberla      | Dominik Orzech       |  |
| 43 | 2010 | Myślibórz            | Bartłomiej Heberla     | Bartosz Soćko           | Wojciech Moranda     |  |
| 44 | 2011 | Katowice             | Bartosz Soćko          | Dariusz Świercz         | Paweł Jaracz         |  |
| 45 | 2012 | Bydgoszcz            | Bartosz Soćko          | Maciej Klekowski        | Grzegorz Gajewski    |  |
| 46 | 2013 | Bydgoszcz            | Kacper Piorun          | Krzysztof Bulski        | Mirosław Grabarczyk  |  |
| 47 | 2014 | Bydgoszcz            | Paweł Jaracz           | Rafał Antoniewski       | Aleksander Miśta     |  |
| 48 | 2015 | Lublin               | Bartosz Soćko          | Aleksander Miśta        | Łukasz Cyborowski    |  |
| 49 | 2016 | Lublin               | Łukasz Cyborowski      | Zbigniew Pakleza        | Bartosz Soćko        |  |
| 50 | 2017 | Piotrków Trybunalski | Wojciech Moranda       | Andrij Maksymenko (UKR) | Marcin Tazbir        |  |
| 51 | 2018 | Szczawno-Zdrój       | Marcin Sieciechowicz   | Kamil Plichta           | Piotr Brodowski      |  |
| 52 | 2019 | Katowice             | Radosław Wojtaszek     | Maciej Klekowski        | Igor Janik           |  |
| 53 | 2020 | Trzcianka            | Maciej Klekowski       | Michał Krasenkow        | Igor Janik           |  |
|    | 2021 | nie rozegrano        | nie rozegrano          | nie rozegrano           | nie rozegrano        |  |
| 54 | 2022 | Suwałki              | Grzegorz Nasuta        | Jakub Kosakowski        | Kacper Żochowski     |  |
| 54 | 2023 | Suwałki              | Jakub Kosakowski       | Krzysztof Jakubowski    | Adrian Budzisz       |  |
| 55 | 2024 | Opole                | Radosław Psyk          | Bartłomiej Niedbała     | Zbigniew Pakleza     |  |

## Medalistki mistrzostw Polski kobiet
| Lp | Rok  | Miejsce              | 1 miejsce               | 2 miejsce                    | 3 miejsce                |
| -- | ---- | -------------------- | ----------------------- | ---------------------------- | ------------------------ |
| 1  | 1972 | Lubliniec            | Lucyna Krawcewicz       | Ewa Nagrocka                 | Gerda Mucha              |
| 2  | 1978 | Piotrków Tryb.       | Hanna Ereńska-Radzewska | Bożena Sikora                | Małgorzata Wiese         |
| 3  | 1979 | Kalisz               | Hanna Ereńska-Radzewska | Hanna Jagodzińska            | Grażyna Szmacińska       |
| 4  | 1980 | Kalisz               | Hanna Ereńska-Radzewska | Grażyna Szmacińska           | Agnieszka Brustman       |
| 5  | 1981 | Bydgoszcz            | Hanna Ereńska-Radzewska | Grażyna Szmacińska           | Agnieszka Brustman       |
| 6  | 1982 | Katowice             | Agnieszka Brustman      | Hanna Ereńska-Radzewska      | Grażyna Szmacińska       |
| 7  | 1983 | Warszawa             | Grażyna Szmacińska      | Agnieszka Brustman           | Halina Maziarka          |
| 8  | 1984 | Bydgoszcz            | Agnieszka Brustman      | Bożena Sikora-Giżyńska       | Dorota Konieczka         |
| 9  | 1985 | Kalisz               | Hanna Ereńska-Radzewska | Grażyna Szmacińska           | Agnieszka Brustman       |
| 10 | 1986 | Kalisz               | Hanna Ereńska-Radzewska | Grażyna Szmacińska           | Liliana Leszner          |
| 11 | 1987 | Bydgoszcz            | Liliana Leszner         | Grażyna Szmacińska           | Halina Jałowiec          |
| 12 | 1988 | Katowice             | Grażyna Szmacińska      | Liliana Leszner              | Bożena Sikora-Giżyńska   |
| 13 | 1989 | Miętne               | Hanna Ereńska-Radzewska | Bożena Sikora-Giżyńska       | Joanna Strzałka          |
| 14 | 1990 | Gdynia               | Liliana Leszner         | Halina Jałowiec              | Danuta Kłusek            |
| 15 | 1991 | Poznań               | Hanna Ereńska-Radzewska | Joanna Jagodzińska           | Grażyna Szmacińska       |
| 16 | 1992 | Legnica              | Hanna Ereńska-Radzewska | Grażyna Szmacińska           | Agnieszka Brustman       |
| 17 | 1993 | Kalisz               | Olimpia Bartosik        | Hanna Ereńska-Radzewska      | Barbara Kaczorowska      |
| 18 | 1994 | Głogów               | Hanna Ereńska-Radzewska | Agnieszka Brustman           | Marta Zielińska          |
| 19 | 1995 | Konin                | Hanna Ereńska-Radzewska | Marta Zielińska              | Agnieszka Brustman       |
| 20 | 1996 | Łuków                | Agnieszka Brustman      | Joanna Dworakowska           | Hanna Ereńska-Radzewska  |
| 21 | 1997 | Poznań               | Joanna Dworakowska      | Monika Bobrowska             | Marta Zielińska          |
| 22 | 1998 | Kędzierzyn-Koźle     | Monika Bobrowska        | Joanna Dworakowska           | Hanna Ereńska-Radzewska  |
| 23 | 1999 | Łódź                 | Monika Bobrowska        | Agnieszka Brustman           | Jolanta Guzik            |
| 24 | 2000 | Żnin                 | Monika Soćko            | Dalia Blimke                 | Katarzyna Jurkiewicz     |
| 25 | 2001 | Brzeg Dolny          | Monika Soćko            | Joanna Dworakowska           | Agnieszka Brustman       |
| 26 | 2002 | Rybnik               | Joanna Dworakowska      | Monika Soćko                 | Beata Kądziołka          |
| 27 | 2003 | Rybnik               | Monika Soćko            | Marta Zielińska              | Joanna Dworakowska       |
|    | 2004 | nie rozegrano        | nie rozegrano           | nie rozegrano                | nie rozegrano            |
| 28 | 2005 | Polanica-Zdrój       | Beata Andrejczuk        | Karina Szczepkowska          | Marta Zielińska          |
| 29 | 2006 | Koszalin             | Klaudia Kulon           | Joanna Majdan                | Maria Szymańska          |
| 30 | 2007 | Mielno               | Joanna Dworakowska      | Joanna Majdan                | Magdalena Kozak          |
| 31 | 2008 | Racibórz             | Joanna Worek            | Monika Gonsior               | Karina Szczepkowska      |
| 32 | 2009 | Bydgoszcz            | Joanna Worek            | Klaudia Kulon                | Monika Soćko             |
| 33 | 2010 | Myślibórz            | Joanna Węglarz          | Joanna Worek                 | Jolanta Guzik            |
| 34 | 2011 | Katowice             | Joanna Majdan-Gajewska  | Marta Michna                 | Agnieszka Matras-Clement |
| 35 | 2012 | Bydgoszcz            | Monika Soćko            | Klaudia Kulon                | Joanna Worek             |
| 36 | 2013 | Bydgoszcz            | Monika Soćko            | Joanna Worek                 | Klaudia Kulon            |
| 37 | 2014 | Bydgoszcz            | Monika Soćko            | Karina Szczepkowska-Horowska | Anna Warakomska          |
| 38 | 2015 | Lublin               | Monika Soćko            | Karina Szczepkowska-Horowska | Ewa Harazińska           |
| 39 | 2016 | Lublin               | Monika Soćko            | Klaudia Kulon                | Aleksandra Lach          |
| 40 | 2017 | Piotrków Trybunalski | Klaudia Kulon           | Karina Szczepkowska-Horowska | Joanna Majdan            |
| 41 | 2018 | Szczawno-Zdrój       | Klaudia Kulon           | Paulina Cagara               | Wiktoria Cieślak         |
| 42 | 2019 | Katowice             | Klaudia Kulon           | Alicja Śliwicka              | Honorata Kucharska       |
| 43 | 2020 | Bydgoszcz            | Monika Soćko            | Karina Cyfka                 | Klaudia Kulon            |
|    | 2021 | nie rozegrano        | nie rozegrano           | nie rozegrano                | nie rozegrano            |
| 44 | 2022 | Suwałki              | Klaudia Kulon           | Monika Soćko                 | Michalina Rudzińska      |
| 44 | 2023 | Suwałki              | Klaudia Kulon           | Anna Kubicka                 | Lidia Czarnecka          |
| 45 | 2024 | Opole                | Aleksandra Malcewska    | Klaudia Kulon                | Karina Cyfka             |